# 名画座

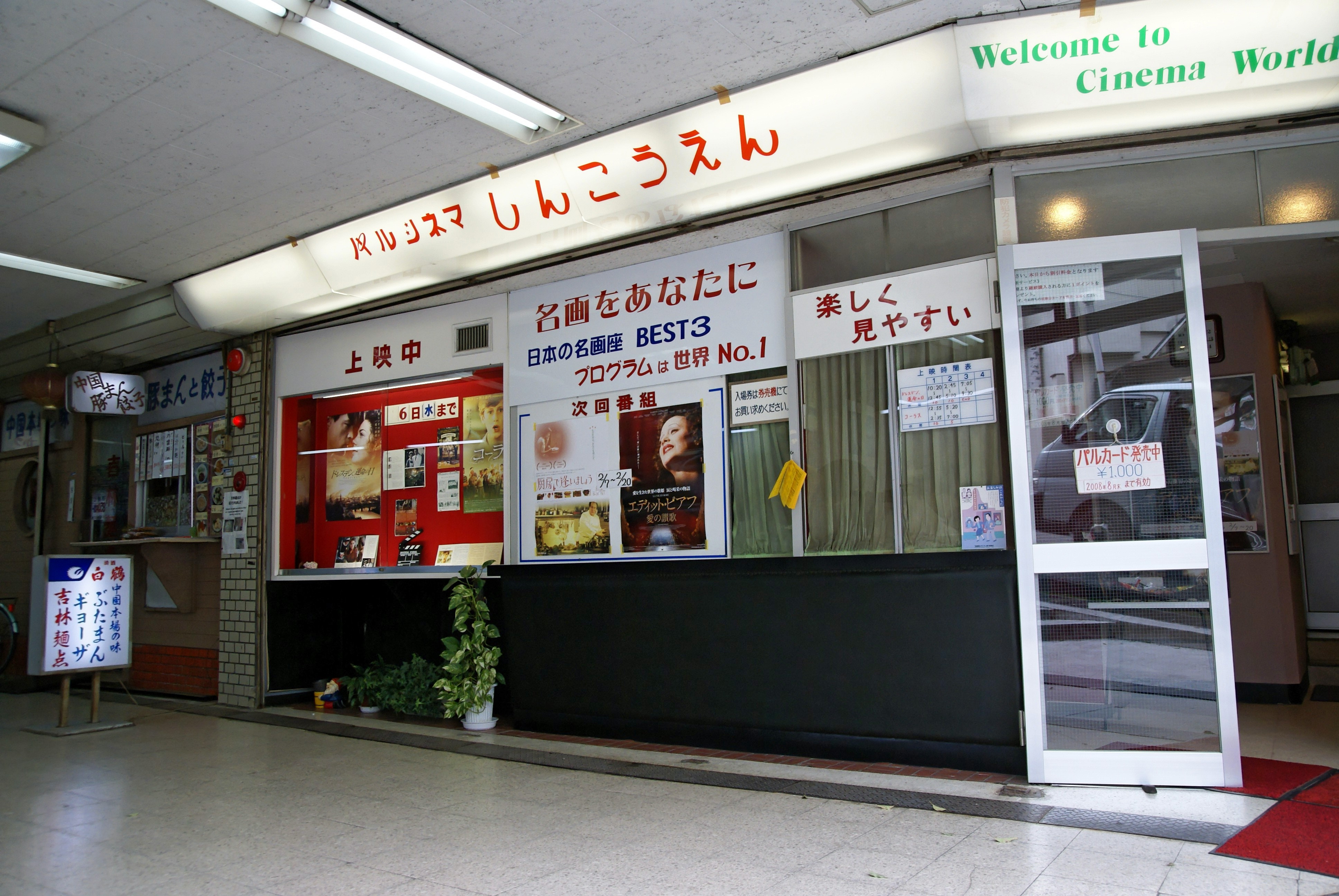
名画座の例

名画座（めいがざ）は、主に旧作映画を主体に上映する映画館の総称である。

## 名画座の概要
名画座の番組編成は、単に作品を寄せ集めたものから、テーマ別に作品をそろえて上映しているもの、また、比較的最近に公開された映画を中心とするものや、公開年次に限らず上映するものまで、形態はさまざまである。かつて封切られて1年以内の作品を遅れて上映する映画館は「二番館」「三番館」と呼ばれていたが、現在ではその種の映画館も名画座に含まれている。
興行形態は2本ないし3本立てで上映することが多く、入場料金は1,000円前後。作品ごとの入替制がなく途中入館が可能であることが多い。1980年代以降、レンタルビデオやケーブルテレビ、DVD、VODの普及により需要が少なくなり、全国的に館数は減少傾向にある。

## 日本の名画座
以下は、「名画専門館」のリストであり、「ミニシアターだが、時々名画に属する映画を上映する館」は含んでいない。
東北
- 秋田県
  - 御成座（大館市）

関東
- 東京都
  - 神保町シアター（千代田区） - 基本的には昭和の名画を上映。
  - ギンレイホール（新宿区）（移転先が見つからず休館中） 
  - 早稲田松竹（新宿区） 
  - 目黒シネマ（品川区）  - 所在地は目黒区ではないが、目黒駅前に位置する。
  - キネカ大森（品川区）  - 所在地は大田区ではないが、大森駅前に位置する。3スクリーンのうち1つが2010年12月4日から2本立ての名画座に
  - シネマヴェーラ渋谷（渋谷区） 
  - 下高井戸シネマ（世田谷区） 
  - ラピュタ阿佐ヶ谷（杉並区） 
  - 新文芸坐（豊島区） 
  - 東京芸術センター　シネマブルースタジオ（足立区）

- 神奈川県
  - シネマ・ジャック&ベティ（横浜市中区） 
  - シネマノヴェチェント（横浜市西区） 
  - アミューあつぎ 映画.comシネマ （厚木市）

- 群馬県
  - シネマまえばし（前橋市）

中部
- 愛知県
  - 三越映画劇場（名古屋市千種区）

- 岐阜県
  - ロイヤル劇場（岐阜市）

近畿
- 大阪府
  - 新世界東映（大阪市浪速区）
  - 新世界国際劇場（大阪市浪速区）

- 兵庫県
  - パルシネマしんこうえん（神戸市兵庫区） 
  - Cinema KOBE（神戸市兵庫区、「シネマしんげき」から2009年1月に館名変更）

四国
- 高知県
  - あたご劇場（高知市）

九州
- 福岡県
  - 小倉昭和館（北九州市）

## かつて日本に存在していた名画座
北海道
- 蠍座（札幌市）
- シアターパルコ（釧路市）
- アディーレ会館ゆうばり（旧 夕張市民会館シネサロン）（夕張市、2015年3月31日閉館）

東北
- 秋田県
  - 週末名画座シネマパレ（秋田市）

関東
- 東京都
  - 神田東洋キネマ（千代田区）
  - 南明座（千代田区神田神保町）
  - 銀座並木座（中央区、1998年9月22日閉館）
  - 銀座シネパトス（中央区、ローテーションで3館のうち1館を名画座として稼動していた。2013年3月31日閉館）
  - 新橋文化劇場（港区、2014年8月31日閉館）
  - 飯田橋佳作座（新宿区神楽坂、1988年4月21日閉館）
  - 高田馬場パール座（新宿区、1989年6月30日閉館、バンダイ直営の「バンダイエモーションシアターパール座」に）
  - 後楽園シネマ（文京区、1989年12月1日ロードショー館「東京シネドーム」に）
  - 大塚名画座（豊島区）
  - 鈴本キネマ（豊島区）
  - 中野武蔵野館（中野区）
  - 中野名画座（中野区）
  - 自由ヶ丘武蔵野推理劇場（目黒区）
  - 大井武蔵野館（品川区、1999年1月31日閉館）
  - 浅草中映（台東区、2012年10月21日閉館）
  - 浅草名画座（台東区、2012年10月21日閉館）
  - 浅草新劇場（台東区、2012年10月21日閉館）
  - 三軒茶屋中央劇場（世田谷区、2013年2月14日閉館）
  - 三軒茶屋シネマ（世田谷区、2014年7月20日閉館）
  - 三鷹オスカー（三鷹市、1990年12月30日閉館）
  - 国立スカラ座（国立市、1986年10月閉館）
- 神奈川県
  - かもめ座（横浜市）
  - 横浜日劇（横浜市）

中部
- 愛知県
  - 納屋橋映画劇場（名古屋市中区、2002年頃閉館） - ピンク映画・オリジナルビデオの劇場公開作品との3本立の混成上映だった。
  - キノシタホール（名古屋市千種区、2019年頃閉館）

近畿
- 京都府
  - 祇園会館（京都市東山区）
  - 京一会館（京都市左京区）

- 大阪府
  - 大毎地下劇場（大阪市北区、1993年3月31日閉館）
  - OS名画座（大阪市北区、2007年9月30日閉館）
  - 梅田コマゴールド・シルバー（大阪市北区、1992年9月30日閉館）
  - 天六ユウラク座（大阪市北区、2012年3月31日閉館）
  - 戎橋劇場（大阪市中央区、1986年3月31日閉館）
  - 大劇名画座（大阪市中央区、1991年閉館）
  - 新世界東宝敷島（大阪市浪速区、1984年閉館）
  - シネマ温劇（大阪市浪速区、1990年閉館）
  - 新世界公楽劇場（大阪市浪速区、2006年3月31日閉館）
  - 飛田東映（大阪市西成区、2015年3月31日閉館）
  - トビタシネマ（大阪市西成区、同上）
  - 天王寺ステーションシネマ（大阪市天王寺区、2001年3月31日閉館）
  - タナベキネマ（大阪市東住吉区、2012年3月31日閉館）
  - 千里セルシーシアター（豊中市、2014年8月31日閉館）
  - リオン小劇場（東大阪市）
  - 小阪国際劇場（東大阪市、2010年3月31日閉館）
  - 堺国際劇場（堺市堺区、1988年1月31日閉館）

- 兵庫県
  - ビック映劇（神戸市中央区、1999年4月1日閉館）
  - 西灘劇場（神戸市灘区、2004年5月31日閉館）

九州
- 福岡県
  - ステーションシネマ（博多駅）
  - センターシネマ（福岡市中央区）